# Eminència hipotènar
L'eminència hipotènar (eminentia hypothenaris) es refereix a la prominència en el palmell de la mà humana, en el costat cubital. Està formada pels següents músculs:
- múscul adductor del menovell
- múscul flexor curt del menovell
- múscul oponent del menovell
- múscul palmar cutani

També és anomenada eminència antitènar.
L'atròfia hipotènar s'associa amb la lesió del nervi cubital, que innerva els músculs hipotènars.

## Imatges

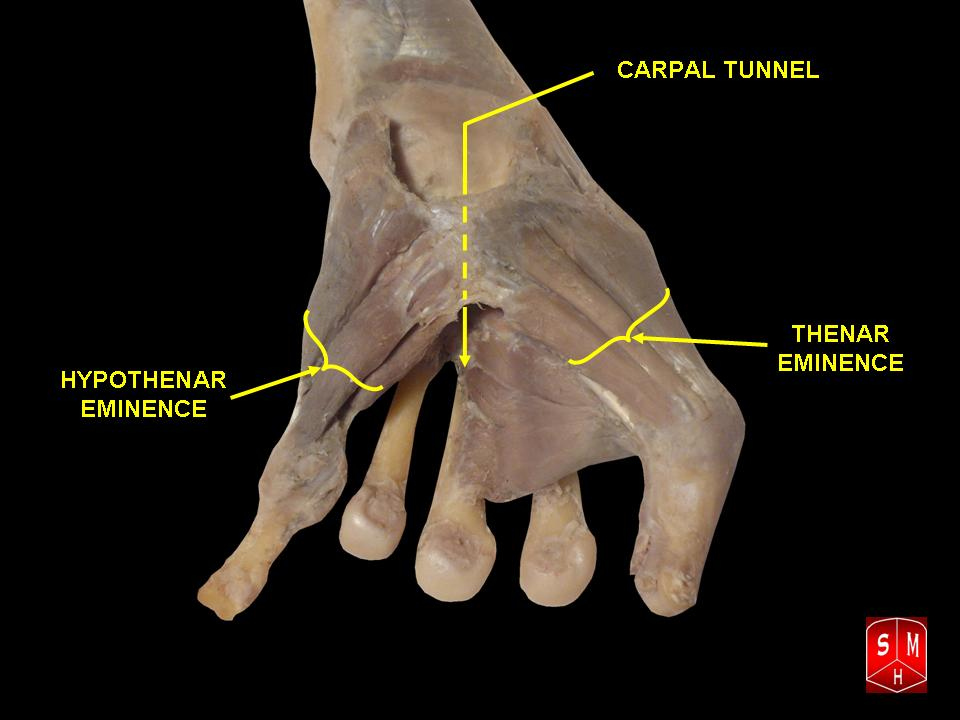
Túnel carpià i eminències tènar i hipotènar